# Процесія Трьох Королів

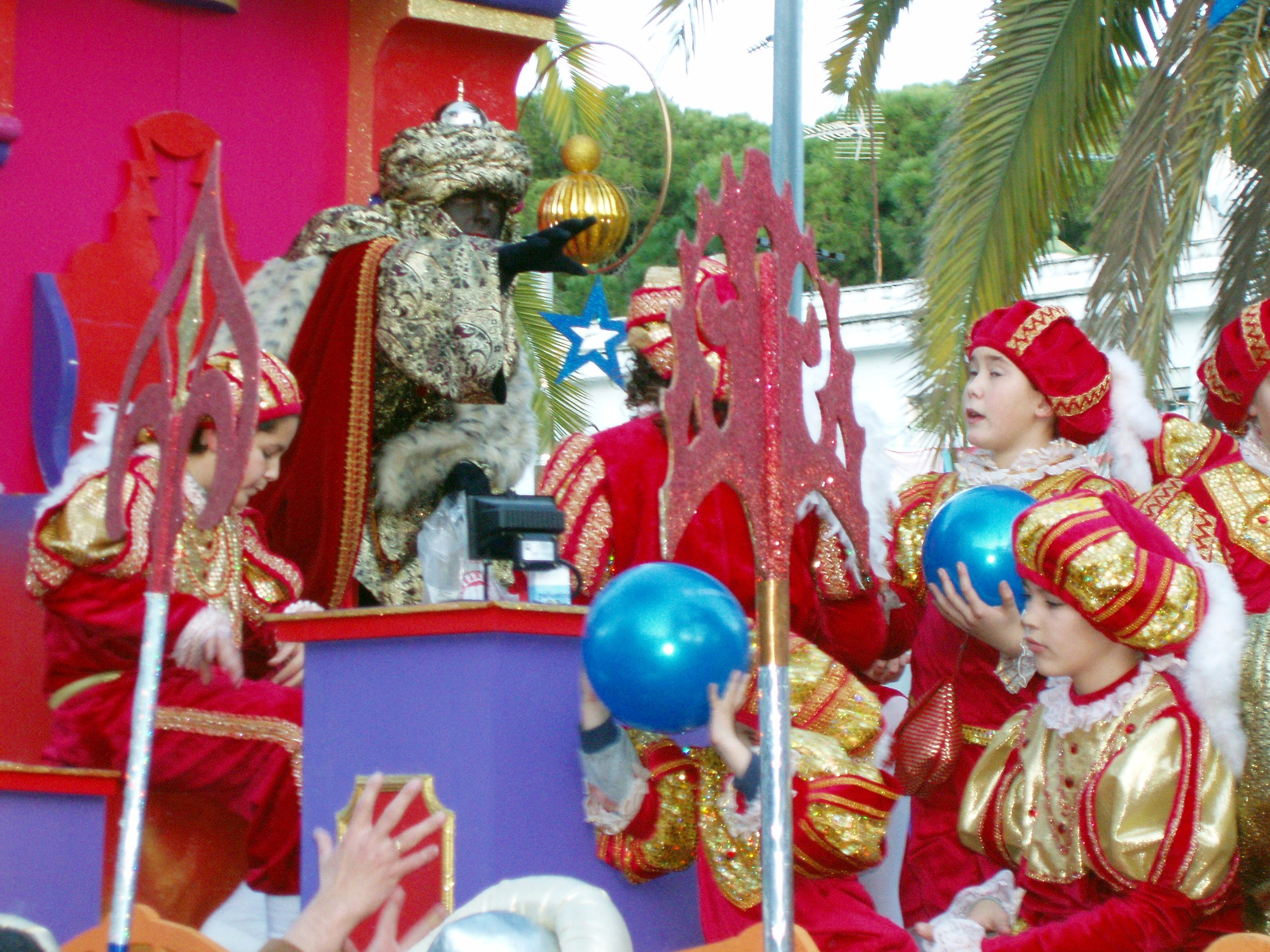
Процесія в Ель Пуерто де Санта Марія

Процесія Трьох Королів — вуличні вертепи, які організовуються на вулицях багатьох міст Польщі та світу. Він походить від польської традиції вертепних ігор і колядок, але за своїм характером схожий на паради, організовані в іспанських містах, у деяких містах Мексики та в інших містах світу. Під час ходи волхви їздять вулицями міста, кидаючи дітей цукерками.
Польська Процесія Трьох Королів — одна з найбільших вуличних вертепів у світі. Він складається з дітей і королів, які йдуть вулицями, які прямують до стайні, щоб вклонитися Ісусу. Дорогою співають колядки, всі учасники отримують колядки та кольорові паперові віночки.

## У світі
Процесія Трьох Королів, яка вперше відбулася у Варшаві у 2009 році, поширилася в таких країнах як: Англія, Австрія, Латвія, Румунія, Україна, Італія, а також США, Еквадор, Руанда, Центральноафриканська Республіка та Демократична Республіка Конго.
В іспанській культурі подібні ходи організовуються 5 січня, напередодні свята Богоявлення. Традиційно в цих країнах саме Три Королі приносять подарунки дітям ввечері 5 січня. Мадридський хресний хід щороку транслюється TVE. У 2013 році мадридська хода вперше завершилася біля ясел і мала більш католицький характер. Найстарішим у світі є хресний хід в Алкой (з 1866 р.).

## У Польщі

### Історія

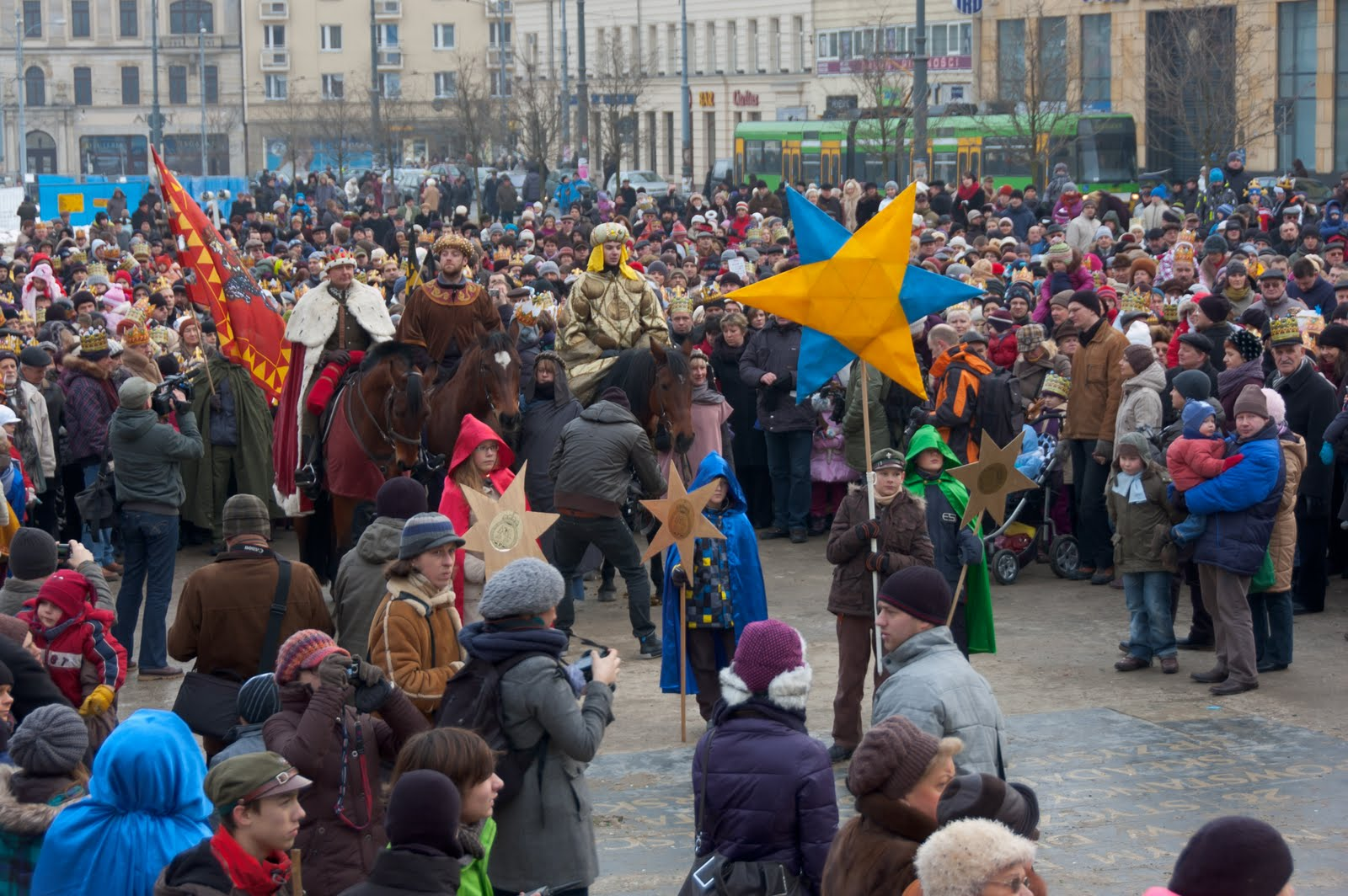
Процесія Трьох Королів у Познані, пл. Свобода, 6 січня 2011

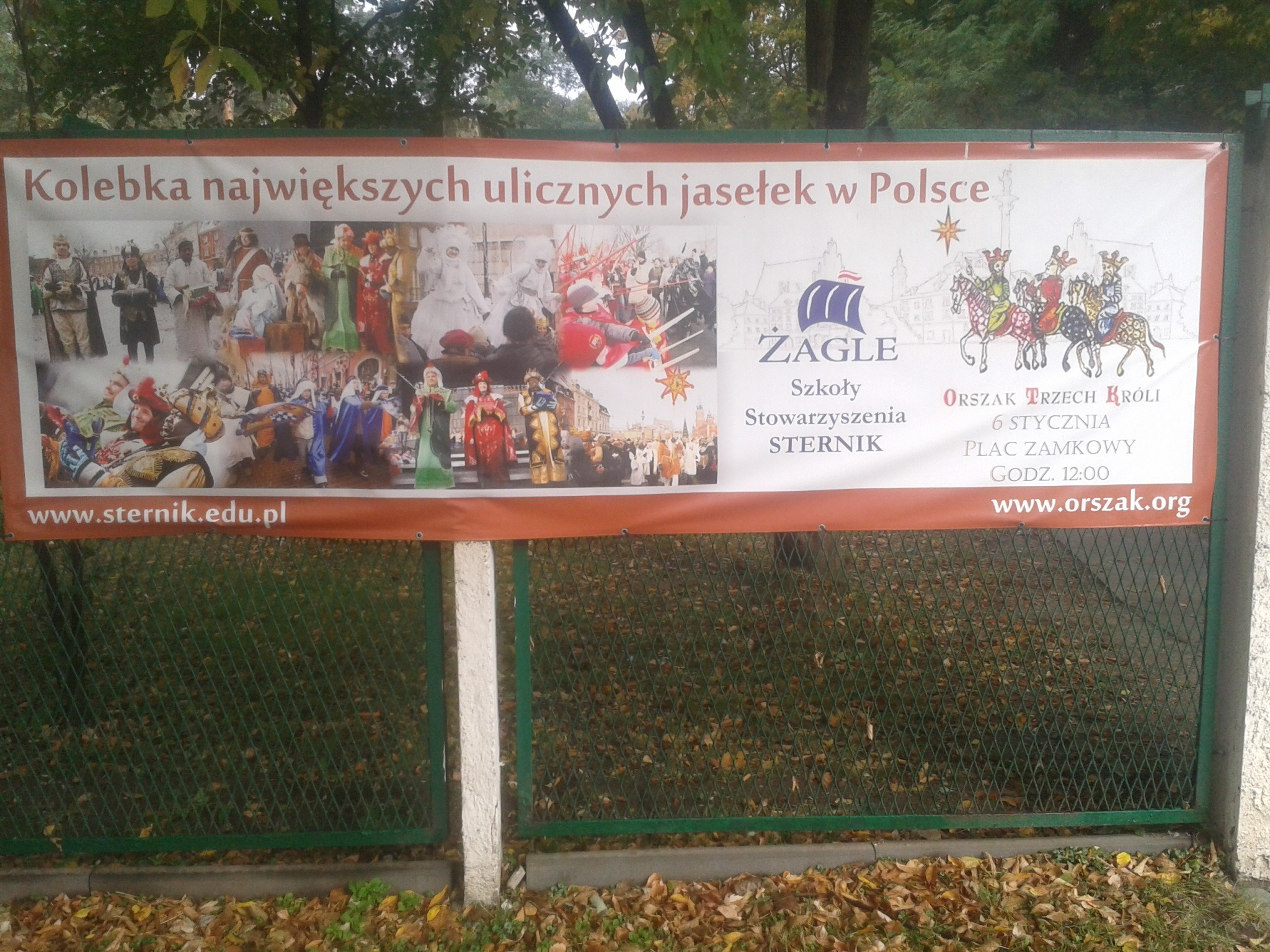
Прапор процесії трьох королів у Варшаві

Перша польська Процесія Трьох Королів була створена як продовження вертепів у Жаґленській школі товариства Стернік. З 2004 року там організовують вертепи, в яких беруть участь усі учні. Збільшення кількості студентів призвело до того, що у 2008 році один із викладачів, Пьотр Ґєртіх, разом із директором театру Buffo Єжи Стоклозою та Пьотром Подгурським (директором Sternik) придумали вийти на вулицю з вертепами, тим самим відновивши стару традицію. Наступним етапом організації було запрошення групи батьків зі школи для спільного мозкового штурму. Під час обговорення Даріуш Карлович, один із запрошених отців, висловив ідею взяти за основу сценарій вуличних вертепів історію про Трьох Королів. Автором назви «Хода Трьох Королів» і першого сценарію був Пьотр Ґєртих за підтримки багатьох батьків та інших людей. Особою, відповідальною за організаційний бік процесії у Варшаві, був Мацей Мархевич, який багато років був президентом Фундації «Хода Трьох Королів». У перших дружинах брали участь лише учні Жаґленської школи, до наступних приєднувалися інші школи. На чолі варшавської процесії як головний пастир, щороку кардинал Казімеж Нич. В інших містах ієрархи також супроводжують зірку до Віфлеєму. Покровителями заходу в багатьох містах є президенти та мери, а також воєводські маршалки та старости. Багато громадських, скаутських та інших організацій беруть участь у публічному святкуванні Різдва та Процесії Трьох Королів. Логотип і символіку процесії розробив Ярослав Клапут, відомий серед інших з підготовки проєкту музею Варшавського повстання та музею Івана Павла II у Вадовіце. Костюми у вигляді різноколірних накидок розробили інші батьки дітей, які навчаються в Жаглі. Першим режисером проєкту був Єжи Стоклоса.

### Хресні ходи в різних містах
У 2009 і 2010 роках процесії проходили у Варшаві та Торуні у неділю, найближчу до 6 січня.

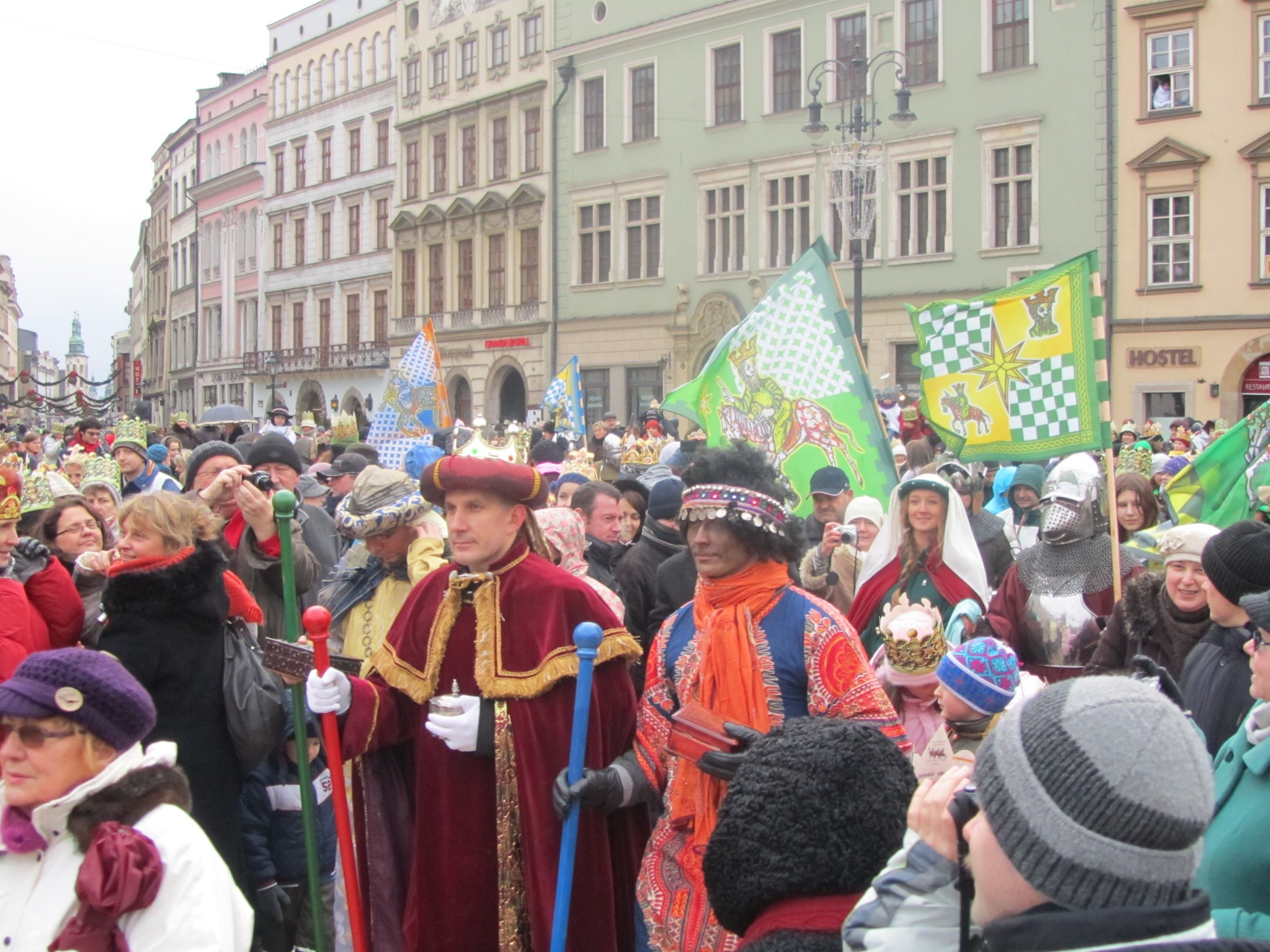
Процесія Трьох Королів у Кракові, Ринкова площа, 6 січня 2012 р

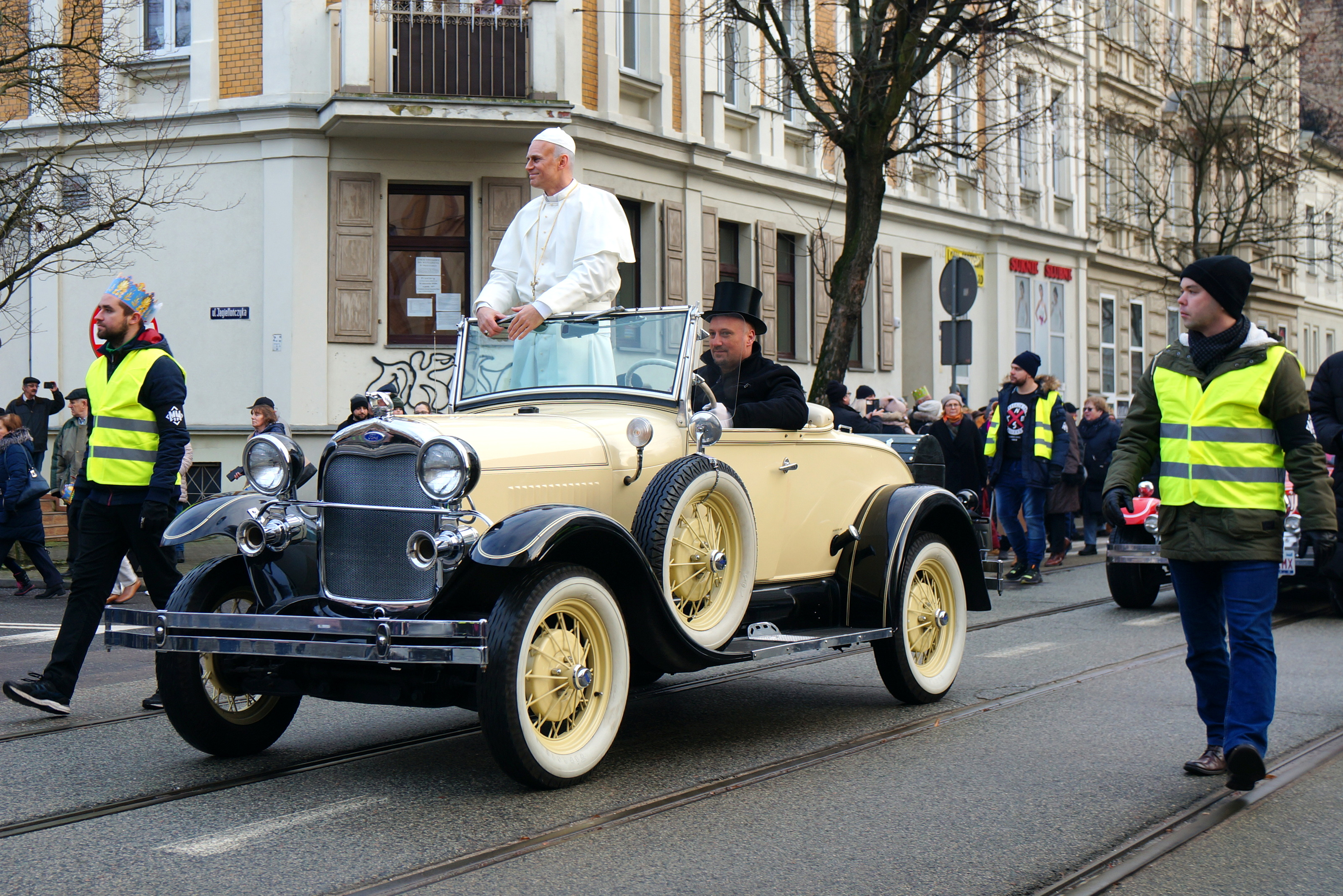
Процесія Трьох Королів у Гожуві Великопольському (2020)

У 2011 році у зв'язку з тим, що 6 січня було вихідним днем, інтерес до хресних ходів значно зріс. Хресні ходи відбулися у 6 містах. Наступного року — у 24 містах, у 2013 — у 92 містах Польщі, а у 2014 — у 177. У ходах на вулицях взяли участь понад 700 тисяч людей.
Польську ідею підхопили й інші країни, які також організовують свити за спільним сценарієм. У 2013 році процесії відбулися в Україні та Центральноафриканській Республіці, а у 2014 році — в Італії, Ватикані, Німеччині, Англії та США. Останніми роками до спільної організації ходи щорічно долучається близько 100 нових міст. Процесії можна побачити в Польщі щороку на вулицях великих і менших міст.
У 2010, 2011 та 2012 роках учасників процесій у Польщі привітав Бенедикт XVI. Щороку Папа Франциск вітає учасників польських процесій з папського вікна.
Запис у пісенниках 2012, 2013 та 2014 років написав президент Броніслав Коморовський. З 2016 року традицію записів до пісенника продовжив Президент Республіки Польща Анджей Дуда, який також взяв у ньому участь. У 2018 році своєю участю у Скочуві Президент Республіки Польща ініціював участь у процесіях, організованих у різних містах Польщі. 1,2 мільйона людей взяли участь у 644 ходах, організованих у 2018 році. Хресні ходи також пройшли в 14 містах за кордоном. У 2020 році було побито ще більше рекордів: близько 1,3 мільйона людей взяли участь у 900 дружинах, організованих у Польщі. Хресні ходи також пройшли в 14 містах за кордоном.